# 2 grosze 1925 27/X IM 26
2 grosze 1925 27/X IM 26 – próbna moneta okolicznościowa okresu złotowego II Rzeczypospolitej, wybita z okazji wizyty w Mennicy Państwowej Prezydenta RP Ignacego Mościckiego.
Na monecie nie ma napisu „PRÓBA”. Została wybita z wykorzystaniem stempli obiegowej monety 2 grosze 1925.

## Awers
Na tej stronie pośrodku umieszczono godło – stylizowanego orła w koronie, po obu jego stronach monogram projektant WJ, a dookoła w otoku napis: „RZECZPOSPOLITA POLSKA”, nad orłem rok: „♦ 1925 ♦”, pod łapą orła z prawej strony herb Kościesza – znak mennicy w Warszawie.
Rysunek awersu jest identyczny jak dla monety obiegowej 2 grosze 1925.

## Rewers
Na tej stronie umieszczono cyfrę nominału „2”, po obu jej stronach liście akantu, poniżej napis: „GROSZY” ze stylizowaną literą S, poniżej litery O, w wydłużonej dolnej części litery S – monogram „IM”, z lewej strony monogramu – „27/X”, z prawej – „26”.
Rysunek rewersu, poza dodatkowym napisem: „27/X IM 26”, jest zgodny z rysunkiem rewersu obiegowej monety 2 grosze 1925.

## Nakład
Monetę wybito w nakładzie 600 sztuk, w brązie, z rantem gładkim, na krążku o średnicy 17,6 mm, masie 2–2,5 grama, według projektu Wojciecha Jastrzębowskiego.

## Opis
Moneta jest jedną z sześciu monet próbnych okolicznościowych II Rzeczypospolitej, opartych na wzorach monet przeznaczonych do obiegu, a uzupełnionych o dodatkowe okolicznościowe napisy.
W drugim dziesięcioleciu XXI w. wśród wszystkich prób II Rzeczypospolitej znanych jest jeszcze 11 innych próbnych wersji obiegowej monety 2 grosze wzór 1923 bitych w:
- brązie (1923 ze znakiem mennicy Warszawa, 1930 stempel lustrzany, 1931 stempel lustrzany, 1932 stempel lustrzany),
- mosiądzu (1925, 1928),
- miedzi (1925),
- złocie (1923),
- niklu (1927),
- srebrze (1927),
- cynku (1939 z wklęsłym napisem „PRÓBA”).